# Risaralda
Risaralda je departement v centrální části Kolumbie. Sousedí s departementy Valle del Cauca, Tolima a Quindío. Departement sestává ze 14 obcí, správním centrem je město Pereira. Co do rozlohy je čtvrtým nejmenším kolumbijským departemetem, avšak má čtvrtou nejvyšší hustotu osídlení. Je součástí tzv. „osy kávy“ - kolumbijského zemědělského regionu, ve kterém je rozšířené pěstování kávovníku. Některé z kávovníkových plantáží jsou chráněné UNESCEM pod názvem Kulturní krajina kávových plantáží v Kolumbii.
Rozprostírá se v Andském přírodním regionu. Východní část departementu se nachází v horském pásmu Centrální Kordillera, střední část tvoří údolí řeky Cauca (úmoří Karibského moře), západní část zasahuje do Západní Kordillery, nejzápadnější část departementu náleží do úmoří Pacifiku. Nadmořská výška se pohybuje od 980 m n. m. v údolí Caucy do 4500 m n. m. v Centrální Kordilleře. 